# Kościuszkowo
Kościuszkowo (prononciation : [kɔɕt͡ɕuʂˈkɔvɔ]) est un village polonais de la gmina de Pępowo dans le powiat de Gostyń de la voïvodie de Grande-Pologne dans le centre-ouest de la Pologne.
Il se situe à environ 2 kilomètres au nord de Pępowo (siège de la gmina), à 12 kilomètres au sud-est de Gostyń (siège du powiat) et à 69 kilomètres au sud de Poznań (capitale régionale).

## Histoire
De 1975 à 1998, le village faisait partie du territoire de la voïvodie de Leszno.

Depuis 1999, Kościuszkowo est situé dans la voïvodie de Grande-Pologne.